# Черёмин, Сергей Евгеньевич
Сергей Евгеньевич Черёмин  (5 июля 1963 года, Кисловодск, Ставропольский край) — российский бизнесмен и государственный деятель. Министр правительства Москвы — руководитель департамента внешнеэкономических и международных связей города Москвы.

## Детство
Родился 5 июля 1963 года в Кисловодске. Семья жила в поселке Мизурский (С 1981 года — Мизур), Северная Осетия. Отец работал руководителем свинцово-цинкового горно-металлургического комбината, а мама была ведущим хирургом в местной больнице.
В 1971 году семья переехала в Орджоникидзе (Ныне — Владикавказ, Северная Осетия), так как отца перевели на должность одного из руководителей Всесоюзного НИЦ Цветметавтоматика, который занимался разработками для металлургии. В 1979 году Сергей Черёмин с отличием окончил специализированную английскую школу № 7.
В 1981 году ушёл в армию. Служил в авиации на военном аэродроме в Горьковской области (ныне — Нижегородской). Демобилизовался в 1983 с рекомендацией политотдела армии. Будучи членом КПСС, поступил в МГИМО на подготовительный факультет, так как пропустил вступительные экзамены. В 1984 году с отличием окончил подготовку и был зачислен на факультет международной журналистики.

## Образование
1989 год — с отличием окончил Московский государственный институт международных отношений (МГИМО) по специальности «международная журналистика» и аспирантуру факультета международных экономических отношений МГУ по специальности «мировая экономика». Кандидат экономических наук, в 2003 году защитил диссертацию на тему «Новые направления и формы интеграции России в мировую экономику».
1992 год — проходил стажировку в Университете Нью-Йорка по программе «инвестиции и международные расчеты».
1993 год — проходил стажировку в Университете Фейрфилда (США) по программе подготовки банковских специалистов.

## Карьера
1989—1991 — корреспондент, специальный корреспондент отдела международной информации газеты «Правда»; побывал в зонах конфликта: в Цхинвале, в Азербайджане, Анголе, когда оттуда уже вывели советские войска;
1991—1992 — первый заместитель председателя правления КБ «Принтбанк»;
1998 — член совета директоров «Желдорбанка»;
1992—1998 — Председатель правления Московского экспортно-импортного банка;
1998—2000 — Вице-президент Уральского трастового банка;
2000 — член совета директоров «Желдорбанка»;
2000—2003 — советник президента, а затем Президент КБ «Северо-Восточный Альянс»;
2004—2005 — председатель правления АКБ «Московский банк реконструкции и развития» (МБРР); председатель Совета директоров East-West United Bank, (Люксенбург);
2005—2009 — председатель Совета директоров АКБ «МБРР», старший вице-президент, руководитель комплекса внешних связей ОАО АФК «Система»;
2009—2010 — заместитель Председателя Совета директоров ОАО АФК «Система».
Работая в АФК «Система», курировал работу Группы в России и за рубежом. В обязанности Сергея Черёмина также входило формирование повестки совета директоров.
С 2009 года — председатель правления Делового совета по сотрудничеству с Индией (в 2015-м стал заместителем председателя), член Межправительственной Российско-Индийской комиссии по торгово-экономическому, научно-техническому и культурному сотрудничеству.
2010—н/в — Министр Правительства Москвы, руководитель Департамента внешнеэкономических и международных связей города Москвы (на срок полномочий Мэра Москвы).
В его обязанности на этой должности входит: внешнеэкономическая деятельность Москвы, лоббирование экспорта московских резидентов за рубеж, помощь в продвижении их продуктов, привлечение инвестиций в столицу, современных технологий в интересах различных городских сфер; участие в конгрессно-выставочной деятельности, участие в Road Show для продвижения бренда; участие в международных организациях; оказание поддержки иностранному бизнесу в локализации на территории Москвы, взаимодействие с другими департаментами городского правительства, структурирование сложных внешнеэкономических контрактов.
Сергей Черёмин модернизировал структуру департамента.
Под руководством Сергея Черёмина Москва заключила меморандумы о сотрудничестве с Рио-де-Жанейро, Берлином и Дублином.

## Собственность и доходы
По итогам 2011 года с задекларированным доходом 408,4 млн рублей занял 21-е место в рейтинге доходов российских чиновников, составленном журналом Forbes. В 2012 году Черёмин заработал 53,5 млн руб.
По информации газеты «Ведомости», в 2012 году в Израиле Черёмину принадлежали домовладение общей площадью 426 м² и земельный участок площадью 581 м².

## Награды
- Командор ордена Звезды Италии (2 июня 2013 года, Италия)[9].
- Золотая медаль Еревана, за значительный вклад в укрепление и развитие дружественных отношений между Ереваном и Москвой
- Почётная грамота Правительства Российской Федерации (2010)
- Благодарность Мэра Москвы (2013)
- Золотая медаль Мэра Еревана (2013)
- Орден Заслуг Великого герцогства Люксембург степени «Командор»
- Орден Гражданских заслуг Королевства Испании степени «Командор»
- Юбилейная медаль «70 лет атомной отрасли России» (2015)
- Нагрудный знак «За взаимодействие» МИД России (2016)
- Почётная грамота Президента Российской Федерации
- Почетный юбилейный знак «Московская городская Дума. 25 лет»
- Памятная медаль за значительный вклад в организацию Саммита и Экономического форума Россия-Африка (2019)
- Орден Дружбы
- Нагрудный знак Министерства иностранных дел Российской Федерации «За вклад в международное сотрудничество» (2023)
- Знак отличия «За безупречную службу городу Москве» (2023)
- Почётная грамота Московской городской Думы (2023)
- Знак отличия Правительства Москвы «За развитие московского спорта» (2023)

## Семья и увлечения
Женат. Трое детей.
Хобби: увлечения: гольф, горные лыжи, теннис. Президент общественной организации «Федерация гольфа в городе Москве».